# Raviana
Raviana ist eine Ortschaft im nördlichen Teil des Departamento La Paz im südamerikanischen Andenstaat Bolivien.

## Lage im Nahraum
Raviana liegt in der Provinz Franz Tamayo (früher Caupolicán) und ist zentraler Ort im Cantón Raviana im Municipio Apolo. Die Siedlung liegt auf einer Höhe von 1547 m, und zwar 225 Kilometer Luftlinie nördlich des Regierungssitzes La Paz und 150 Kilometer nordöstlich des Titicaca-Sees.

## Geographie
Raviana weist im Temperaturverlauf ein sehr ausgeglichenes Klima auf; die Durchschnittstemperatur liegt bei 20,4 °C, die monatlichen Durchschnittstemperaturen schwanken zwischen 21 °C von Oktober bis März und knapp 19 °C im Juni und Juli (siehe Klimadiagramm Apolo). Der Jahresniederschlag liegt im langjährigen Mittel bei 1333 mm, der kurzen Trockenzeit im Juni und Juli mit Monatsniederschlägen unter 35 mm steht eine ausgedehnte Feuchtezeit mit bis zu 200 mm im Dezember und Januar gegenüber.

## Verkehrsnetz
Raviana ist auf dem Landwege über 450 Straßenkilometer von La Paz aus zu erreichen, der Hauptstadt des gleichnamigen Departamentos.
Von La Paz führt die asphaltierte Nationalstraße Ruta 2 in nordwestlicher Richtung 70 Kilometer bis Huarina, von dort zweigt die asphaltierte Ruta 16 nach Norden ab, die nach 98 Kilometern Escoma erreicht und dann als unbefestigte Piste auf weiteren 250 Kilometern über Charazani nach Apolo führt. Von Apolo aus führt eine Piste in nördlicher Richtung, durchquert nach vierzehn Kilometern einen Bachlauf und erreicht nach weiteren zwölf Kilometern die Siedlung Unapa. Einen halben Kilometer vor Unapa zweigt ein Seitenweg nach rechts ab, durchquert einen kleinen Flusslauf und erreicht sieben Kilometer in nordöstlicher Richtung Raviana.

## Bevölkerung
Die Einwohnerzahl der Ortschaft ist in dem Jahrzehnt zwischen den beiden letzten Volkszählungen auf fast das Doppelte angestiegen:
| Jahr | Einwohner         | Quelle       |
| ---- | ----------------- | ------------ |
| 1992 | keine Detaildaten | Volkszählung |
| 2001 | 190               | Volkszählung |
| 2012 | 368               | Volkszählung |
| 2024 |                   | Volkszählung |